# Dazz Band

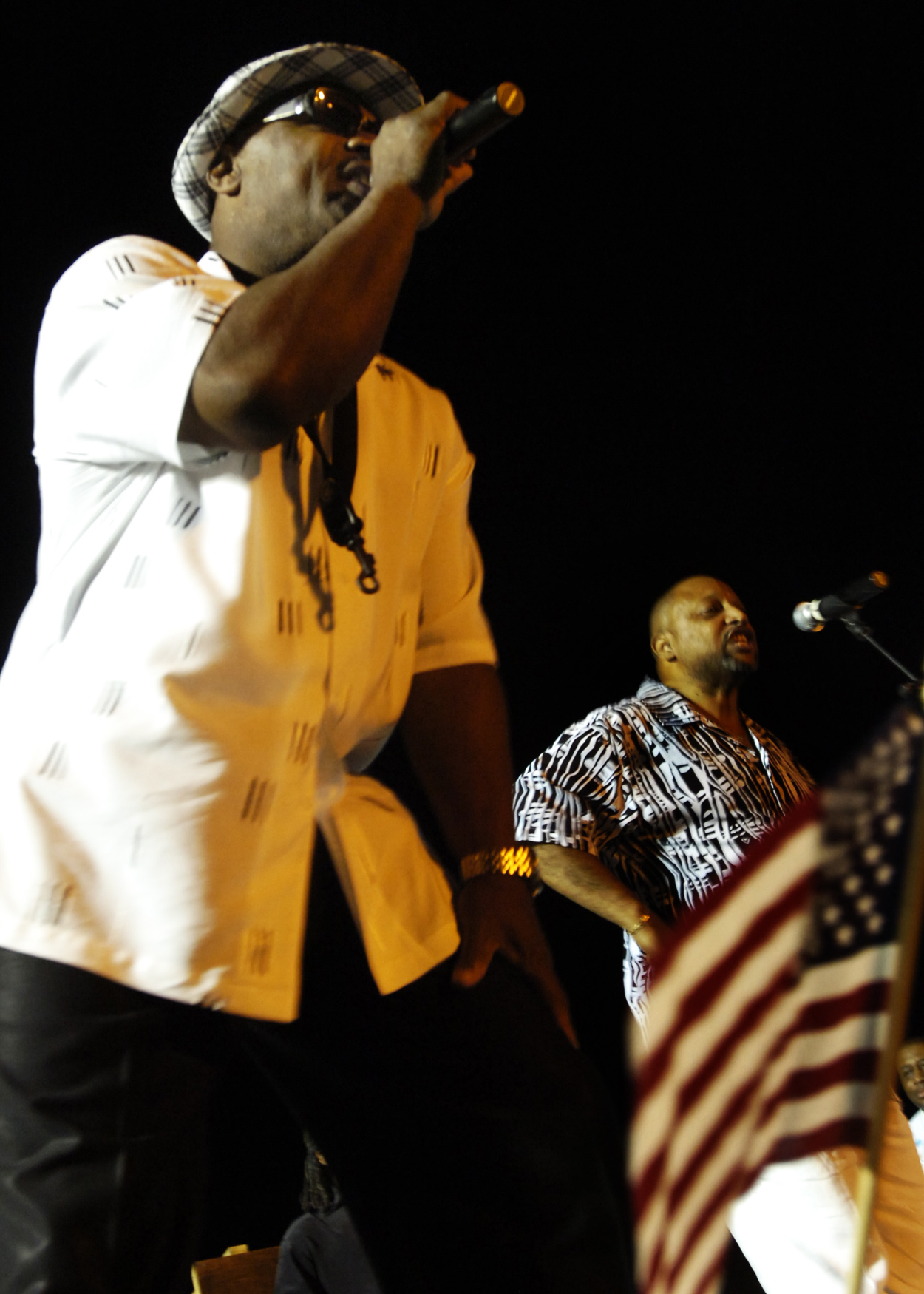
Sänger Bobby Harris im Irak, 2008

Die Dazz Band war eine der bekanntesten US-amerikanischen Funkrock-Bands der 1980er Jahre aus Cleveland/Ohio. Bis 1979 hieß die Formation Kinsman Dazz.

## Bandgeschichte
Bobby Harris gründete die Dazz Band in den späten 1970er Jahren durch die Fusion von „Bell Telefunk“ und „Mother Braintree“, zweier Funkbands aus Cleveland. Nach diversen Besetzungswechseln etablierte sich 1977 eine achtköpfige Band, bestehend aus Bobby Harris, Skip Martin III, Pierre DeMudd, Eric Fearman, Michael Wiley, Isaac Wiley, Kevin Frederick und Kenny Pettus.
Das Konzept von Harris und dem Songwriter Mike Calhoun sah „danceable jazz“ (tanzbaren Jazz) als Stilrichtung vor. Diese Bezeichnung wurde zu „dazz“ verkürzt. So entstand der erste Bandname „Kinsman Dazz“, unter dem die Gruppe 1978 und 1979 zwei kleine Hits in den USA hatte. 1980, als Calhoun die Band verließ, unterschrieben die Musiker einen Plattenvertrag bei Motown und änderten den Namen in Dazz Band. 1980 erschien das erste Album Invitation to Love.
Auf dem zweiten Album wechselte die Stilrichtung von eher melodisch, pop-orientierter Tanzmusik zu mehr groove-orientiertem Funk, womit sich auch der Erfolg einstellte. Die Single Let It Whip vom Longplayer Keep It Live, der 1982 auf Platz 14 der Billboard 200 und sogar auf Rang 1 der R&B-Albumcharts stieg, kam auf Position 5 der Billboard Hot 100. Die Dazz Band erhielt dafür einen Grammy Award als beste R&B-Gesangsgruppe (Best R&B Performance by a Duo or Group with Vocal).
Diesen Riesenerfolg konnte die Gruppe zwar nicht wiederholen, hatte aber dennoch bis 1986 fünf weitere, aufeinanderfolgende Alben, die sich in den Top 100 der amerikanischen Albumcharts platzieren konnten. Die Singles Joystick und Let It All Blow erreichten 1984 die Billboard Hot 100.
1985 kamen Marlon McClain und Keith Harrison für Fearman und Friedrich zur Dazz Band. Es folgten 1986 ein Labelwechsel zu Geffen Records und das letzte Chartalbum Wild and Free, nach dessen Veröffentlichung die Band bei RCA Records unterschrieb. 1988 folgte das vorerst letzte Album Rock the Room. Skip Martin ging zu Kool & the Gang.
Weitere Alben erschienen erst 1996, 1998 und 2001 bei verschiedenen Labels, der kommerzielle Erfolg blieb aber aus.

## Mitglieder
- Bobby Harris – Gesang, Saxophon
- Mike Calhoun – Songwriter, Gitarre (bis 1980)
- Steve Cox – Keyboards (nur in der Anfangsphase)
- Eric Fearman – Gitarre
- Pierre DeMudd – Background-Gesang, Trompete
- Michael Wiley – Bass
- Isaac Wiley Jr. – Schlagzeug, Gitarre
- Kenny Pettus – Schlagzeug, Percussion
- Skip Martin III – Trompete
- Kevin Frederick – Keyboards (für Steve Cox)
- Marlon McClain – Gitarre (1985 für Fearman)
- Keith Harrison – Keyboards (1985 für Frederick)

## Diskografie

### Alben
| Jahr | Titel                  | Höchstplatzierung, Gesamtwochen, AuszeichnungChartplatzierungen (Jahr, Titel, Platzierungen, Wochen, Auszeichnungen, Anmerkungen) | Höchstplatzierung, Gesamtwochen, AuszeichnungChartplatzierungen (Jahr, Titel, Platzierungen, Wochen, Auszeichnungen, Anmerkungen) | Anmerkungen |
| Jahr | Titel                  | US | R&B | Anmerkungen |
| ---- | ---------------------- | --- | --- | --- |
| 1978 | Kinsman Dazz           | — | R&B52 (6 Wo.)R&B | Erstveröffentlichung: 1978 als Kinsman Dazz Produzenten: Philip Bailey, Ralph Johnson, Tommy Vicari                                             |
| 1979 | Dazz                   | — | R&B62 (6 Wo.)R&B | Erstveröffentlichung: 1979 als Kinsman Dazz Produzenten: Pat Glasser, Tommy Vicari                                                              |
| 1981 | Let the Music Play     | US154 (11 Wo.)US | R&B36 (20 Wo.)R&B | Erstveröffentlichung: 1981 Produzenten: Dazz Band, Reggie Andrews                                                                               |
| 1982 | Keep It Live           | US14 Gold · (34 Wo.)US | R&B1 (37 Wo.)R&B | Erstveröffentlichung: 1982 Produzent: Reggie Andrews                                                                                            |
| 1983 | On the One             | US59 (16 Wo.)US | R&B12 (24 Wo.)R&B | Erstveröffentlichung: 1982 Produzenten: Reggie Andrews, Bobby Harris                                                                            |
| 1983 | Joystick               | US73 (33 Wo.)US | R&B12 (36 Wo.)R&B | Erstveröffentlichung: 1983 Produzenten: Reggie Andrews, Bobby Harris                                                                            |
| 1984 | Jukebox                | US83 (29 Wo.)US | R&B18 (30 Wo.)R&B | Erstveröffentlichung: Dezember 1984 Produzenten: Reggie Andrews, Bobby Harris                                                                   |
| 1985 | Hot Spot               | US98 (12 Wo.)US | R&B24 (12 Wo.)R&B | Erstveröffentlichung: August 1985 Produzenten: Bobby Harris, Lew Hahn                                                                           |
| 1986 | Wild and Free          | US100 (11 Wo.)US | R&B37 (12 Wo.)R&B | Erstveröffentlichung: August 1986 Produzenten: Bobby Harris, Keith Harrison, Marlon McClain                                                     |
| 1988 | Rock the Room          | — | R&B91 (3 Wo.)R&B | Erstveröffentlichung: Oktober 1988 Produzenten: Eumir Deodato, Ish Ledesma, Bobby Harris, Blossette Kitson                                      |
| 1996 | Under the Streetlights | — | R&B42 (15 Wo.)R&B | Erstveröffentlichung: 5. Dezember 1995 Produzenten: Wendell Wellman, Troy Mason, Marlon McClain, Michael Norfleet, Nate Phillips, Terry Stanton |
| 1998 | Here We Go Again       | — | R&B99 (1 Wo.)R&B | Erstveröffentlichung: 23. Juni 1998 Produzenten: Bobby Harris, Nathaniel Phillip, Marlon McClain                                                |

Weitere Alben
- 1980: Invitation to Love
- 1997: Double Exposure
- 2001: Time Traveller

### Kompilationen
- 1983: Kinsman Dazz (als Kinsman Dazz)
- 1986: Greatest Hits
- 1994: Motown Legends: Dazz Band – Let It Whip – Joystick
- 1994: Funkology: The Definitive Dazz Band
- 2000: Winning Combinations (mit The Brothers Johnson)
- 2001: The Best of Dazz Band: 20th Century Masters
- 2006: Live & Funky
- 2007: Live
- 2009: Best of Funk
- 2011: Joystick / Jukebox
- 2012: Kinsman Dazz / Dazz (als Kinsman Dazz)

### Singles
| Jahr | Titel Album                                          | Höchstplatzierung, Gesamtwochen, AuszeichnungChartplatzierungen (Jahr, Titel, Album, Platzierungen, Wochen, Auszeichnungen, Anmerkungen) | Höchstplatzierung, Gesamtwochen, AuszeichnungChartplatzierungen (Jahr, Titel, Album, Platzierungen, Wochen, Auszeichnungen, Anmerkungen) | Höchstplatzierung, Gesamtwochen, AuszeichnungChartplatzierungen (Jahr, Titel, Album, Platzierungen, Wochen, Auszeichnungen, Anmerkungen) | Höchstplatzierung, Gesamtwochen, AuszeichnungChartplatzierungen (Jahr, Titel, Album, Platzierungen, Wochen, Auszeichnungen, Anmerkungen) | Höchstplatzierung, Gesamtwochen, AuszeichnungChartplatzierungen (Jahr, Titel, Album, Platzierungen, Wochen, Auszeichnungen, Anmerkungen) | Anmerkungen |
| Jahr | Titel Album                                          | DE | UK | US | R&B | Dance | Anmerkungen |
| ---- | ---------------------------------------------------- | --- | --- | --- | --- | --- | --- |
| 1978 | I Might as Well Forget About Loving You Kinsman Dazz | — | — | — | R&B46 (12 Wo.)R&B | — | Erstveröffentlichung: November 1978 als Kinsman Dazz Autoren: Michael Bacon, Thomas Cain                                                    |
| 1979 | Catchin’ Up On Love Dazz                             | — | — | — | R&B35 (14 Wo.)R&B | — | Erstveröffentlichung: Dezember 1979 als Kinsman Dazz Autor: Bobby Harris                                                                    |
| 1980 | Shake It Up Invitation to Love                       | — | — | — | R&B65 (12 Wo.)R&B | Dance75 (6 Wo.)Dance | Erstveröffentlichung: November 1980 Autoren: Michael Calhoun, Bobby Harris                                                                  |
| 1981 | Invitation to Love                                   | — | — | — | R&B51 (9 Wo.)R&B | — | Erstveröffentlichung: März 1981 Autoren: Michael Calhoun, Pierre DeMudd                                                                     |
| 1981 | Knock! Knock! Let the Music Play                     | — | — | — | R&B44 (12 Wo.)R&B | — | Erstveröffentlichung: Juli 1981 Autoren: Eric Fearman, Bobby Harris                                                                         |
| 1982 | Let It Whip Keep It Live                             | — | — | US5 (23 Wo.)US | R&B1 (26 Wo.)R&B | Dance2 (20 Wo.)Dance | Erstveröffentlichung: März 1982 Grammy R&B Vocal Group Autoren: Leon Ndugu Chancler, Reggie Andrews                                         |
| 1982 | Keep It Live (On the K. I. L.) Keep It Live          | — | — | — | R&B20 (12 Wo.)R&B | — | Erstveröffentlichung: Juli 1982 Autoren: Kenny Pettus, Michael Wiley, Reggie Andrews, Bobby Harris                                          |
| 1983 | On the One for Fun On the One                        | — | — | — | R&B9 (15 Wo.)R&B | Dance52 (7 Wo.)Dance | Erstveröffentlichung: Januar 1983 Autoren: Leon Ndugu Chancler, Reggie Andrews                                                              |
| 1983 | Cheek to Cheek On the One                            | — | — | — | R&B76 (4 Wo.)R&B | — | Erstveröffentlichung: April 1983 Autoren: Eric Fearman, Keith Harrison, Kenny Pettus, Kwame Heshimu, Bobby Harris, Sennie Martin, Steve Cox |
| 1983 | Party Right Here On the One                          | — | — | — | R&B63 (7 Wo.)R&B | — | Erstveröffentlichung: Juni 1983 Autoren: Eric Fearman, Kwame Heshimu, Bobby Harris                                                          |
| 1983 | Joystick                                             | — | — | US61 (11 Wo.)US | R&B9 (22 Wo.)R&B | — | Erstveröffentlichung: November 1983 Autoren: Eric Fearman, Bobby Harris                                                                     |
| 1984 | Swoop (I’m Yours) Joystick                           | — | — | — | R&B12 (14 Wo.)R&B | — | Erstveröffentlichung: April 1984 Autoren: Leon Ndugu Chancler, Reggie Andrews                                                               |
| 1984 | Let It All Blow Jukebox                              | DE37 (10 Wo.)DE | UK12 (12 Wo.)UK | US84 (7 Wo.)US | R&B9 (18 Wo.)R&B | Dance3 (14 Wo.)Dance | Erstveröffentlichung: Oktober 1984 Autoren: Keith Harrison, Bobby Harris                                                                    |
| 1985 | Heartbeat Jukebox                                    | — | UK79 (3 Wo.)UK | — | R&B12 (16 Wo.)R&B | — | Erstveröffentlichung: Januar 1985 Autoren: Reggie Andrews, Bobby Harris                                                                     |
| 1985 | Hot Spot                                             | — | — | — | R&B21 (12 Wo.)R&B | Dance33 (4 Wo.)Dance | Erstveröffentlichung: Juli 1985 Autoren: Keith Harrison, Marlon McClain, Bobby Harris                                                       |
| 1986 | Love M. I. A. Wild and Free                          | — | — | — | R&B48 (10 Wo.)R&B | — | Erstveröffentlichung: Juni 1986 Autoren: Keith Harrison, Bobby Harris                                                                       |
| 1986 | Wild and Free                                        | — | — | — | R&B44 (8 Wo.)R&B | — | Erstveröffentlichung: September 1986 Autoren: Jeff Lorber, Marlon McClain, Bobby Harris                                                     |
| 1988 | Anticipation Rock the Room                           | — | — | — | R&B38 (11 Wo.)R&B | — | Erstveröffentlichung: März 1988 Autor: Dan Hartman Original: Jenny Burton, 1986                                                             |
| 1988 | Single Girls Rock the Room                           | — | — | — | R&B19 (13 Wo.)R&B | Dance38 (5 Wo.)Dance | Erstveröffentlichung: Juli 1988 Autoren: Ish Ledesma, Bobby Harris                                                                          |
| 1988 | Open Sesame Rock the Room                            | — | — | — | R&B83 (8 Wo.)R&B | — | Erstveröffentlichung: November 1988 Autoren: Keith Harrison, Kenny Nolan, Bobby Harris                                                      |
| 1997 | Ain’t Nuthin’ but a Jam Y’all Time Traveler          | — | — | — | R&B58 (18 Wo.)R&B | — | Erstveröffentlichung: September 1997 George Clinton mit The Dazz Band Autoren: George Clinton, Marlon McClain, Bobby Harris, Skip Martin    |
| 1998 | Girl Got Body Time Traveler                          | — | — | — | R&B81 (6 Wo.)R&B | — | Erstveröffentlichung: August 1998 Autor: Marlon McClain                                                                                     |

Weitere Singles
- 1978: Get Down with the Feelin’ (als Kinsman Dazz)
- 1979: Keep On Rockin’ (als Kinsman Dazz)
- 1979: Dancin’ Free (als Kinsman Dazz)
- 1979: I Searched Around (als Kinsman Dazz)
- 1980: Sooner or Later
- 1981: Let the Music Play
- 1995: Dazz
- 2000: U R My Starship
- 2001: I Searched Around

## Auszeichnungen
Grammy Awards
- 1982: für Let It Whip als „Best R&B Performance by a Duo or Group with Vocal“